# 영리의료법인
영리의료법인(營利醫療法人)이란 의료업을 목적사업으로 행하는 영리법인을 말한다. 한편 영리의료법인이 운영하는 병원을 영리병원이라고 한다.

## 개념
영리의료법인을 이해하려면 우선 영리법인을 이해해야 한다. 특정한 사업을 하기로 뜻을 같이 한 다수의 투자자들이 모여 영리법인을 설립한다. 설립된 영리법인은 해당 사업을 수행하고, 그 결과 발생한 이윤을 투자자들에게 분배해준다. 가령 주식회사가 대표적인 영리법인이다. 즉 주식회사에 있어 투자자는 주주이고, 주식회사는 사업을 통해 벌어들인 이윤을 주주들에게 분배한다.
결국 영리법인이란 수익사업을 행하고, 그를 통해 벌어들인 이윤을 법인의 구성원(투자자, 가령 주식회사의 주주)에게 분배하는 법인이라고 정의할 수 있다. 그리고 이러한 영리법인이 의료기관을 개설하여 의료사업을 할 경우, 그 영리법인을 영리의료법인이라고 부른다.

## 대한민국의 경우

### 현황
대한민국에서 의료기관을 개설할 수 있는 자는 의료인(의사, 치과의사, 한의사), 비영리법인, 공공기관(중앙정부, 지방정부, 특수법인) 등이다. 영리법인은 의료기관을 개설할 수가 없다. 즉 영리법인은 의료업을 목적사업으로 할 수가 없다. 따라서 대한민국의 경우 영리의료법인이 허용되지 않는다.

### 허용 찬반 논란
찬성 측은 영리의료법인 허용이 의료산업의 경쟁력 강화와 일자리 창출에 도움이 될 것이라는 주장한다. 또한 의료기기와 바이오제약산업 등 의료 산업 발전을 기대할 수 있는 것으로 생각한다. 반면 반대 측은 국민건강보험 무력화, 의료비 상승, 의료 양극화, 지역의료 공동화 등의 부작용이 우려된다는 근거를 내세운다.

## 같이 보기
- 영리병원